# Paul Gutty
Paul Gutty (* 4. November 1942 in Lyon; † 27. August 2006 in Brignoles) war ein französischer Radrennfahrer.

## Sportliche Laufbahn
Gutty war im Straßenradsport aktiv. Als Amateur gewann er 1963 die französische Militärmeisterschaft im Straßenrennen.
1965 wurde er Unabhängiger, 1967 trat er zu den Berufsfahrern über und blieb bis 1971 als Radprofi aktiv. 1965 war er im Grand Prix d’Antibes und in einigen weiteren Eintagesrennen erfolgreich. Er wurde Zweiter bei Genua–Nizza und Dritter im Etappenrennen Circuit de Saône-et-Loire. 1966 siegte er in der Tour des Alpes de Provence mit zwei Etappenerfolgen und im Grand Prix de Nice. In der Katalonien-Rundfahrt kam er auf den dritten Rang.
1967 gewann Gutty die Tour de Corrèze, die Tour des Alpes de Provence, die Tour du Vaucluse und zum vierten Mal das Rennen Polymultipliée lyonnaise. Er wurde Zweiter im Circuit de Saône-et-Loire und in der Trophée des Grimpeurs hinter Julio Jiménez. In der Tour des Deux Savoie war er 1968 erfolgreich und gewann dabei das Einzelzeitfahren. Dazu kam ein Etappensieg in der Tour de São Paulo. 1969 holte er den Gesamtsieg in der Tour du Limousin.
In der Tour de France 1969 kam er auf den 17. Rang. 1970 wurde er Sieger der französischen Straßenmeisterschaft, wurde wegen der Einnahme von Dopingmitteln aber disqualifiziert.